# Walter Weston

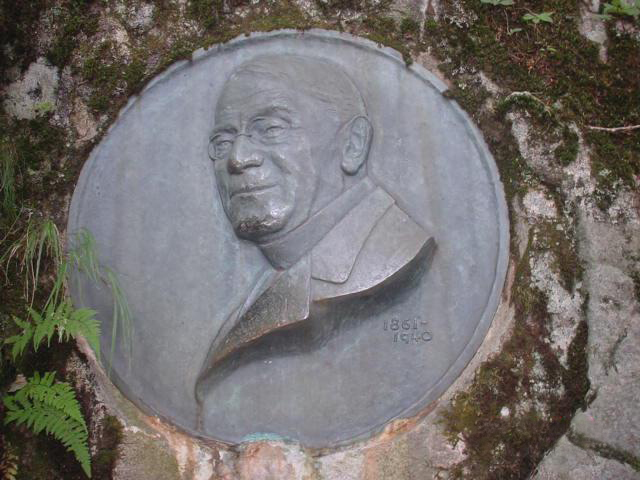
Placa de Walter Weston als Alps japonesos a Kamikochi

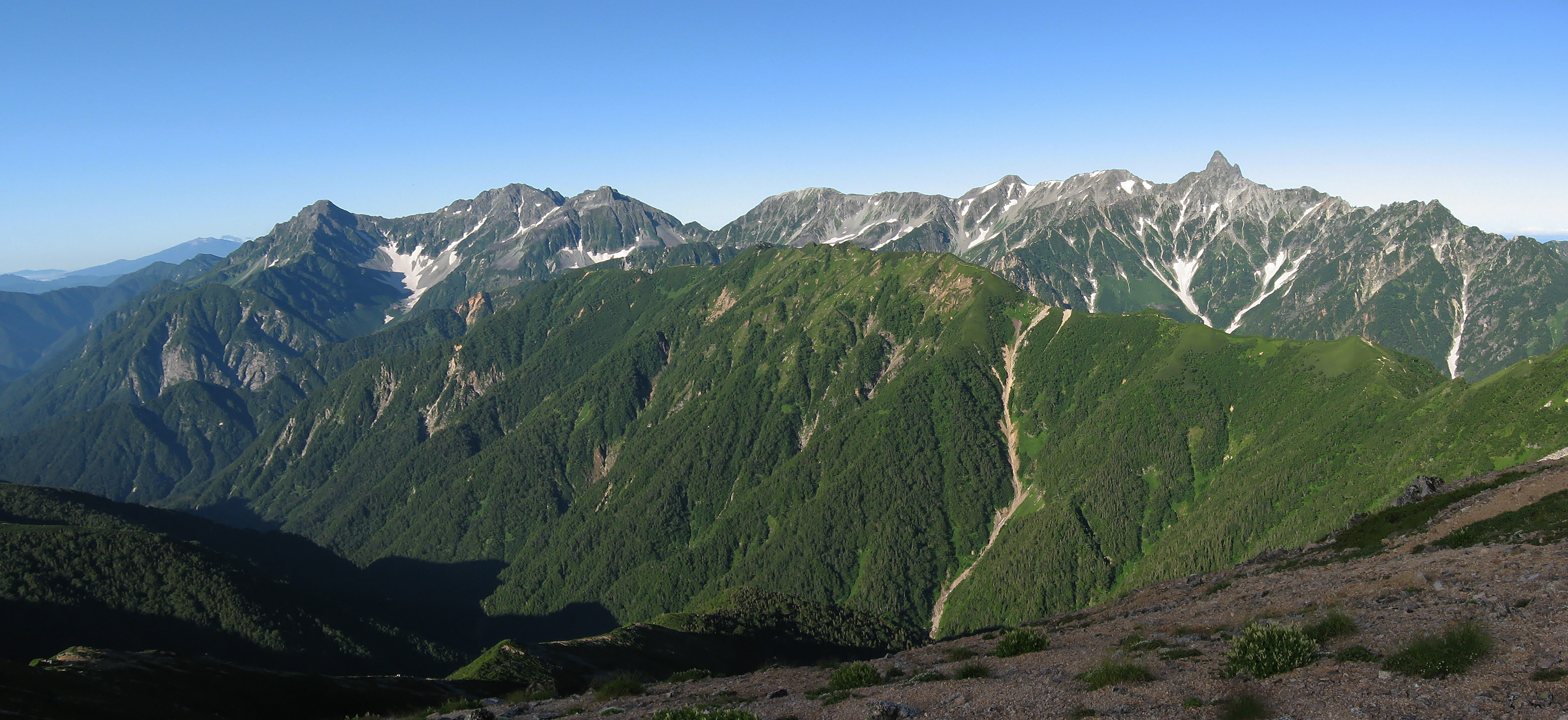
Alps japonesos

Walter Weston (25 de desembre de 1860 – 27 de març de 1940), va ser un clergue i missioner anglicà anglès que va promocionar el muntanyisme recreatiu al Japó.

## Biografia
Weston va nàixer a Derby, Anglaterra, Regne Unit. En 1880 va ser alumne del Clare College de la Universitat de Cambridge, graduatant-se en Bachelor of Arts en 1883 i en Master of Arts en 1887. La seva formació religiosa la va fer al Ridley Hall, a la mateixa Universitat de Cambridge. En aquella època va practicar també el futbol, jugant sis partit per al Derby County FC en la temporada 1884-85.
Weston anà al Japó com missioner el 1888, primer actuà a Kumamoto, després a Kobe des de 1889 a 1895. Va donar coneixement del Japó a l'audiència internacional. Va popularitzar el terme d'Alps japonesos. Va ser un dels fundadors del Club Alpí japonès el 1906.
Weston i Edward Bramwell Clarke són els dos occidentals identificats amb l'escalada de muntanyes com a nou esport al Japó. El 1937, l'Emperador Hirohito li va atorgar l'orde japonesa dels Tresors Sagrats.
Després de la tornada a Anglaterra, durant la Primera Guerra Mundial, Weston va viure a Londres i va ser membre actiu de l'Alpine Club of Great Britain, la Japan Society of London i de la Royal Geographical Society, la qual l'any 1917 premià el seu Back Grant.

## Algunes obres publicades
- Mountaineering and Exploration in the Japanese Alps (1896)
- The Playground of the Far East (1918)
- A Wayfarer in Unfamiliar Japan (1925)
- Japan (1926)